# Christoph Sasse
Christoph Sasse (* 6. September 1930 in Berlin; † 26. Februar 1979 in Florenz) war ein deutscher Rechtswissenschaftler.

## Leben
Er studierte in Marburg. Nach der Promotion zum Dr. iur. an der Universität Marburg am 26. Juni 1957 und verschiedenen Tätigkeiten (1963–1970) in der Kommission der Europäischen Gemeinschaften lehrte er von 1974 bis 1978 als Professor für Öffentliches Recht und Europäisches Gemeinschaftsrecht in Hamburg. Er gehörte zur ersten Generation von Dozenten, die mit der Badia Fiesolana in Fiesole ein Europäisches Hochschulinstitut aufbauen wollten. Sasse starb bei einem Verkehrsunfall in Florenz.

## Schriften (Auswahl)
- Die Constitutio Antoniniana. Eine Untersuchung über den Umfang der Bürgerrechtsverleihung auf Grund des Papyrus Giss. 40 I. Wiesbaden 1958, OCLC 73722475.
- mit Klaus Martin Tiedemann: Delinquenzprophylaxe, Kreditsicherung und Datenschutz in der Wirtschaft. Köln 1973, ISBN 3-452-17693-2.
- Kommunalwahlrecht für Ausländer? Staatsrechtliche Möglichkeiten und Grenzen. Bonn 1974, OCLC 254934263.
- Sinn und Unsinn des Datenschutzes. Karlsruhe 1976, ISBN 3-8114-0094-0.
- mit Eberhard Grabitz: Competence of the European Communities for environmental policy. Proposal for an amendment to the treaty of Rome. Les compétences des Communautés Européennes en matière d'environnement. Umweltkompetenz der Europäischen Gemeinschaften. Berlin 1977, ISBN 3-503-01485-3.